# Vlad Tepes (film)
Pour les articles homonymes, voir Vlad Tepes.
Pour plus de détails, voir Fiche technique et Distribution.
Vlad Țepeș est un drame historique roumain sorti en 1979 et réalisé par Doru Năstase. 

## Synopsis
L'histoire de Vlad III l'Empaleur également connu sous le nom de Vlad Dracula, Voïvode de la Principauté de Valachie du milieu du XVe siècle, dépeignant son règne à travers des luttes contre les Ottomans et les Boyards.

## Distribution
- Ștefan Sileanu : Vlad l'Empaleur
- Ernest Maftei : Străjer Mânzila
- Emanoil Petruț : Armaș Stoica
- Teofil Vâlcu : Boyar Albu
- Alexandru Repan (en) : Sultan Mehmed
- Constantin Codrescu : Iunus Beg, envoyé du sultan
- George Constantin : Métropolite d'Ungro-Valachie
- Ion Marinescu : Grand Vizir Mahmud Pacha
- Silviu Stănculescu : Trésorier Sava
- Vasile Cosma : Boyar Mogoș
- György Kovács : Michael Szilágyi, capitaine de la forteresse de Belgrade
- Mihai Pălădescu : Pape Pie II
- Andrei Bursaci : Boyard Rătundu
- András Csiky : Johannes Reudel, vicaire de Biserica Neagră , envoyé de Brașov
- Eugen Ungureanu : Matthias Corvinus, roi de Hongrie
- Zephi Alșec : dignitaire ottoman
- Ștefan Radof : marchand valaque
- Ștefan Velniciuc : Étienne le Grand, prince de Moldavie

## Production
Le film Vlad Tepes est réalisé par Doru Năstase, et produit par Guta Stirbu. C'est un film historique d'une durée de 114 minutes, et sorti le 8 janvier 1979. Le montage est effectué par Adina Georgescu, et la musique par Tiberiu Olah. 
Cette production cinématographique  avait été commandée par les autorités communistes de Roumanie afin de mettre  en avant la ligne politique tracée par Nicolae Ceaușescu à travers les Thèses de juillet 1971, en projetant l'image d'un dirigeant fort, autoritaire mais juste avec le peuple. Il avait également pour but de laver le nom du voïvode de la honte causée par le roman de Bram Stoker. La fabrication du mythe de Dracula est mise en évidence dans le film : il est construit par des éléments extérieurs d'une part avec les marchands saxons et szekler de Brașov et d'autre part avec les ennemis de la Valachie, qu'incarnent les Turcs mais aussi les boyards perçus comme méchants et traîtres.